# Nia Abdallah
Nia Abdallah (n. 24 ianuarie 1984, Houston, Texas, SUA) este o sportivă ce a reprezentat Statele Unite ale Americii, medaliată olimpică. A participat la o ediție a Jocurilor Olimpice (2004) în care a câștigat o medalie de argint.